# Rott (Bas-Rhin)
Rott (Duits: Rott im Elsass) is een gemeente in het Franse departement Bas-Rhin (regio Grand Est) en telt 446 inwoners (2004). De plaats maakt deel uit van het arrondissement Haguenau-Wissembourg.

## Geografie
De oppervlakte van Rott bedraagt 3,2 km², de bevolkingsdichtheid is 139,4 inwoners per km².
De onderstaande kaart toont de ligging van Rott (Bas-Rhin) met de belangrijkste infrastructuur en aangrenzende gemeenten.

## Demografie
Onderstaande figuur toont het verloop van het inwonertal (bron: INSEE-tellingen).